# Johann Matthias Ranftl

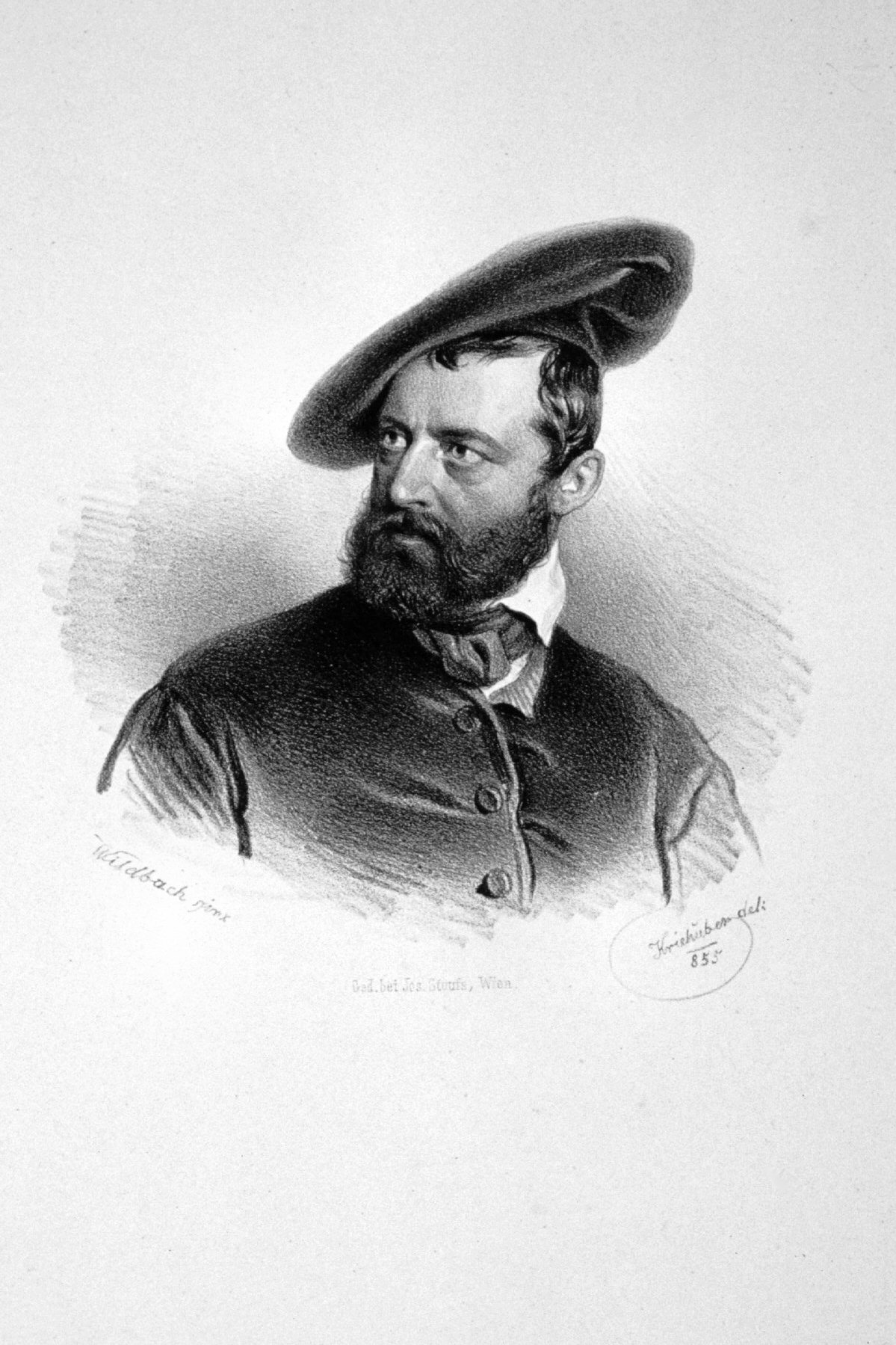
Johann Matthias Ranftl, Lithographie von Josef Kriehuber, 1855

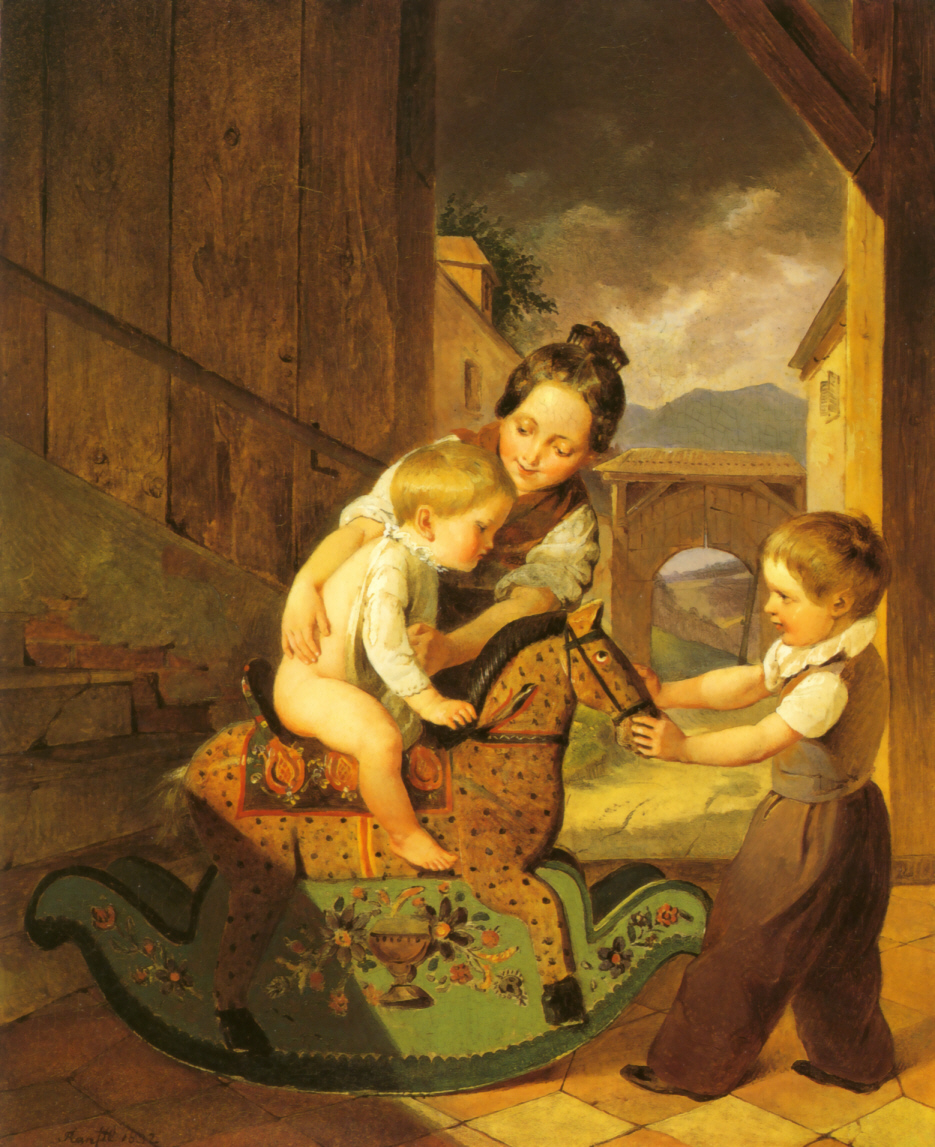
Der kleine Reitersmann (1832), Privatbesitz

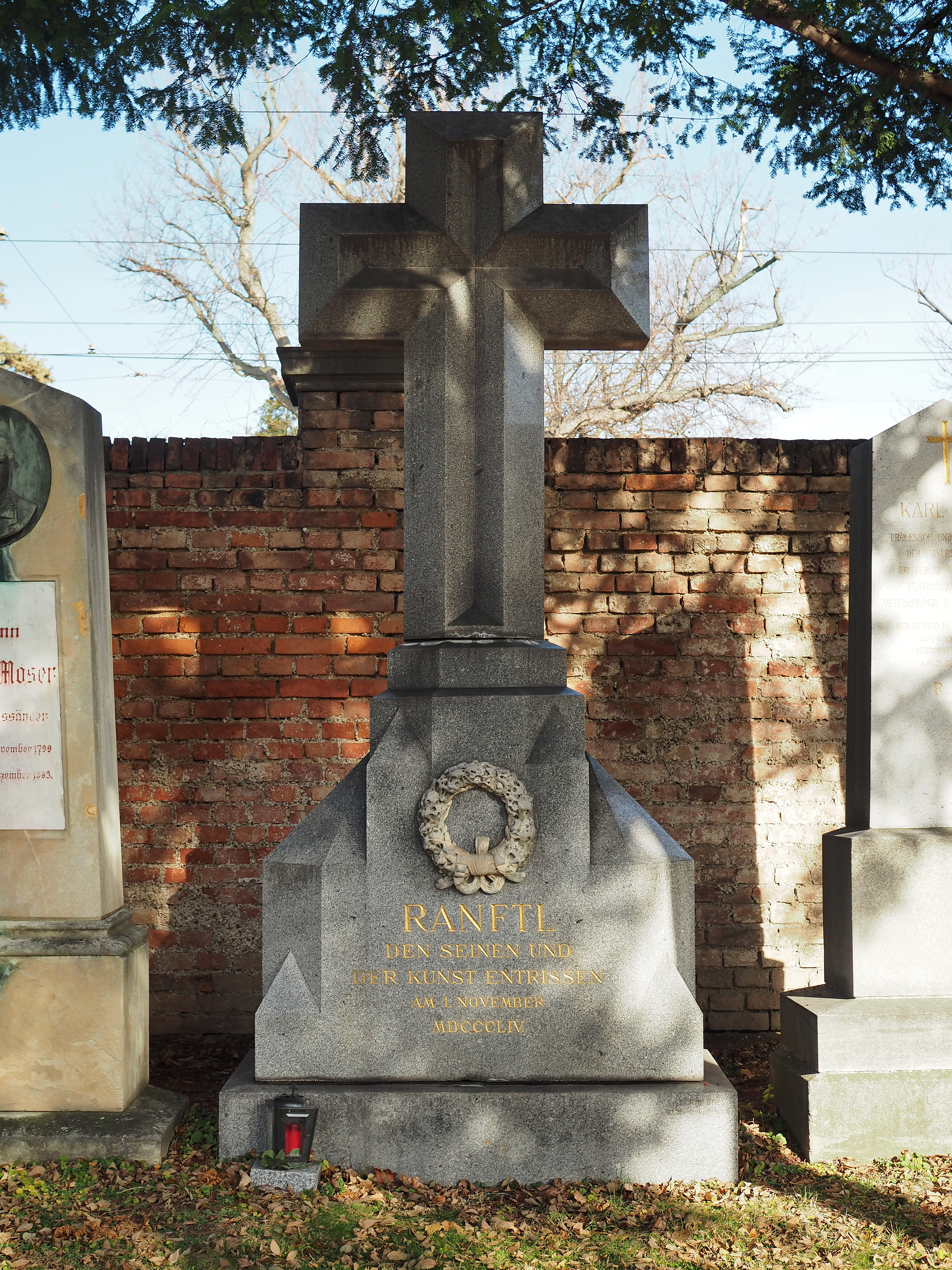
Grab von Johann Matthias Ranftl auf dem Wiener Zentralfriedhof

Johann Matthias Ranftl (* 20. Jänner 1804 in Wien; † 1. November 1854 in Wien) war ein österreichischer Maler und Grafiker.

## Leben
Der Großvater des Künstlers kam aus Regensburg nach Wien, wo 1766 der Maler Franz Anton Maulbertsch sein Trauzeuge war. Die Eltern, Johann Baptist Ranftl und Barbara Ranftl, geborene Kautz, betrieben ein Gasthaus an der Favoritner Linie. Johann Matthias Ranftl selbst wurde in der Vorstadt Wieden Nr. 125 geboren.
Angeregt durch seine kunstliebende Mutter besuchte Ranftl ab 1817 die Wiener Akademie der bildenden Künste, wo er bei Johann Baptist Lampi und Anton Petter lernte. Auf einer für ihn sehr eindrucksvollen Studienreise durch die Schweiz 1819 und anschließend durch Deutschland, beschloss Ranftl sich der Landschaftsmalerei zu widmen. Nach seiner Rückkehr nach Wien wurde er Schüler von Johann Peter Krafft an der Wiener Akademie. 1826 hatte er seine erste erfolgreiche Akademie-Ausstellung mit einem Porträt und einem Historienbild.
1826 ging Ranftl nach Russland, wo er in Moskau und Sankt Petersburg weilte. Er fand Zugang bei Hofe und malte zahlreiche Porträts sowie einen Zyklus von Illustrationen zu Puschkins Eugen Onegin. Nach seiner Rückkehr schuf Ranftl einige Altarbilder und 15 lebensgroße Königsporträts für den Komitats-Saal in Varaždin (heute Kroatien).

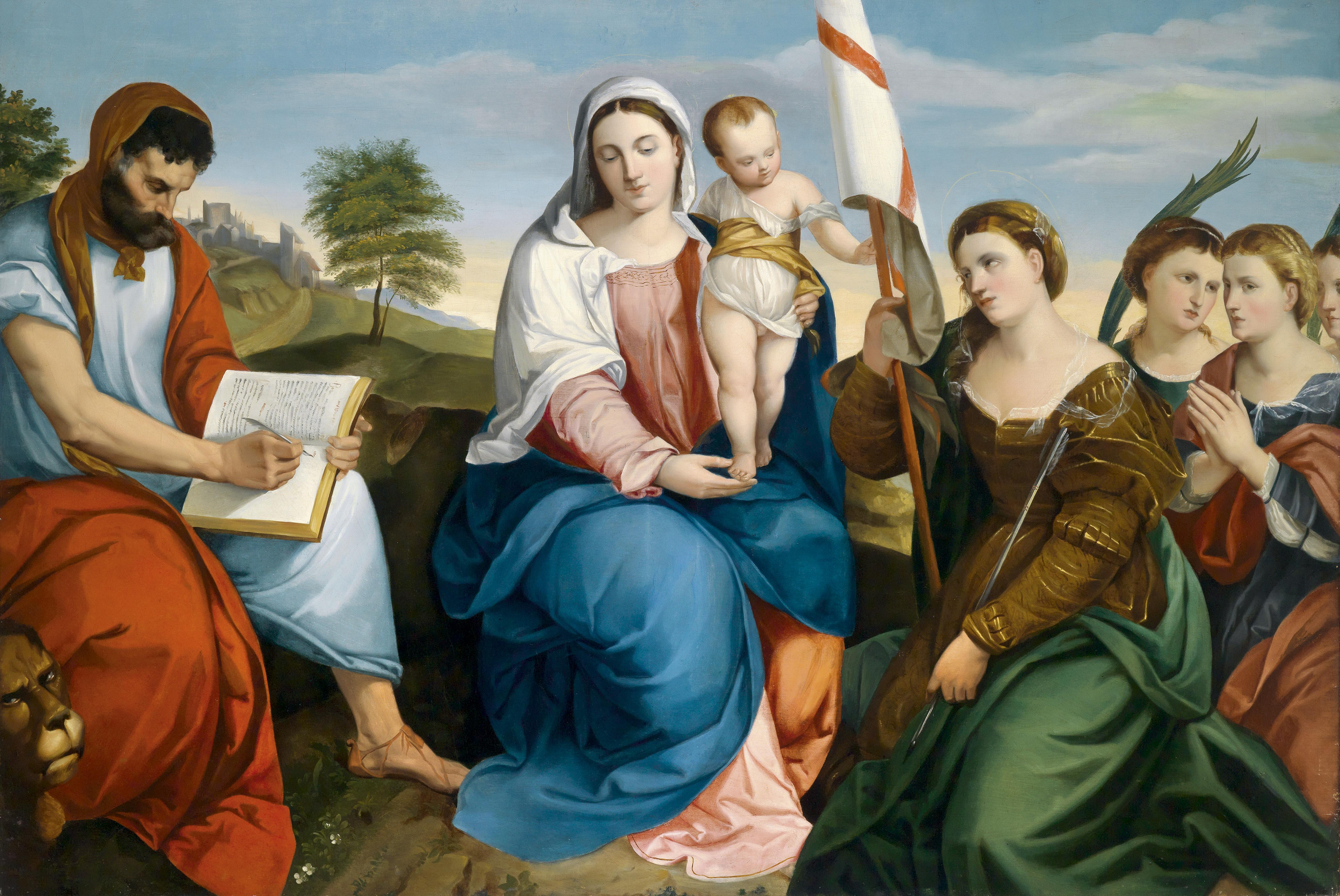
Madonna mit Kind und Heilige

Ab 1831 lebte Ranftl dauerhaft in Wien. 1836 begleitete er den österreichischen Botschafter Fürst Paul Esterházy nach London. Er heiratete 1840 Aloisia Hartmann, die Tochter eines Wiener Seidenzeugfabrikanten. 1849 wurde Ranftl ordentliches Mitglied der Wiener Akademie. Johann Matthias Ranftl starb 1854 an der Ruhr in der Wiener Vorstadt Wieden (heute Waaggasse 5).
Nach seinem Tode erhielt Ranftl ein Ehrengrab auf dem Wiener Zentralfriedhof. Außerdem wurde 1894 die Ranftlgasse in Wien-Hernals (17. Bezirk) und Währing (18. Bezirk) dem Künstler zu Ehren benannt. 

Ebenfalls nach ihm benannt ist die Ranftlmühle an der Stimitz in Gößl im steirischen Ausseerland, da er sich gerne dort aufgehalten hat.

## Leistung
Johann Matthias Ranftl war ein Maler des Wiener Biedermeier. Seine Bildthemen reichten von der Landschaftsmalerei über das Porträt und das Historien- und das religiöse Altarbild bis zur Genremalerei, für die er heute noch am bekanntesten ist. Dem Genre wandte er sich nach 1831 in seiner Wiener Zeit hauptsächlich zu. Es entstanden dabei Bilder aus dem ländlichen Bereich und Szenen aus Wien. Eine Besonderheit war Ranftls Vorliebe für die Darstellung von Hunden, was ihn als „Hundemaler“ und als „Hunde-Raffael“ bekannt machte. Ranftl beschäftigte sich in seinen letzten Jahren auch intensiv mit druckgrafischen Experimenten und erfand eine galvanografische Technik, die nach ihm als Ranftlsches Verfahren bezeichnet wird.

## Werke

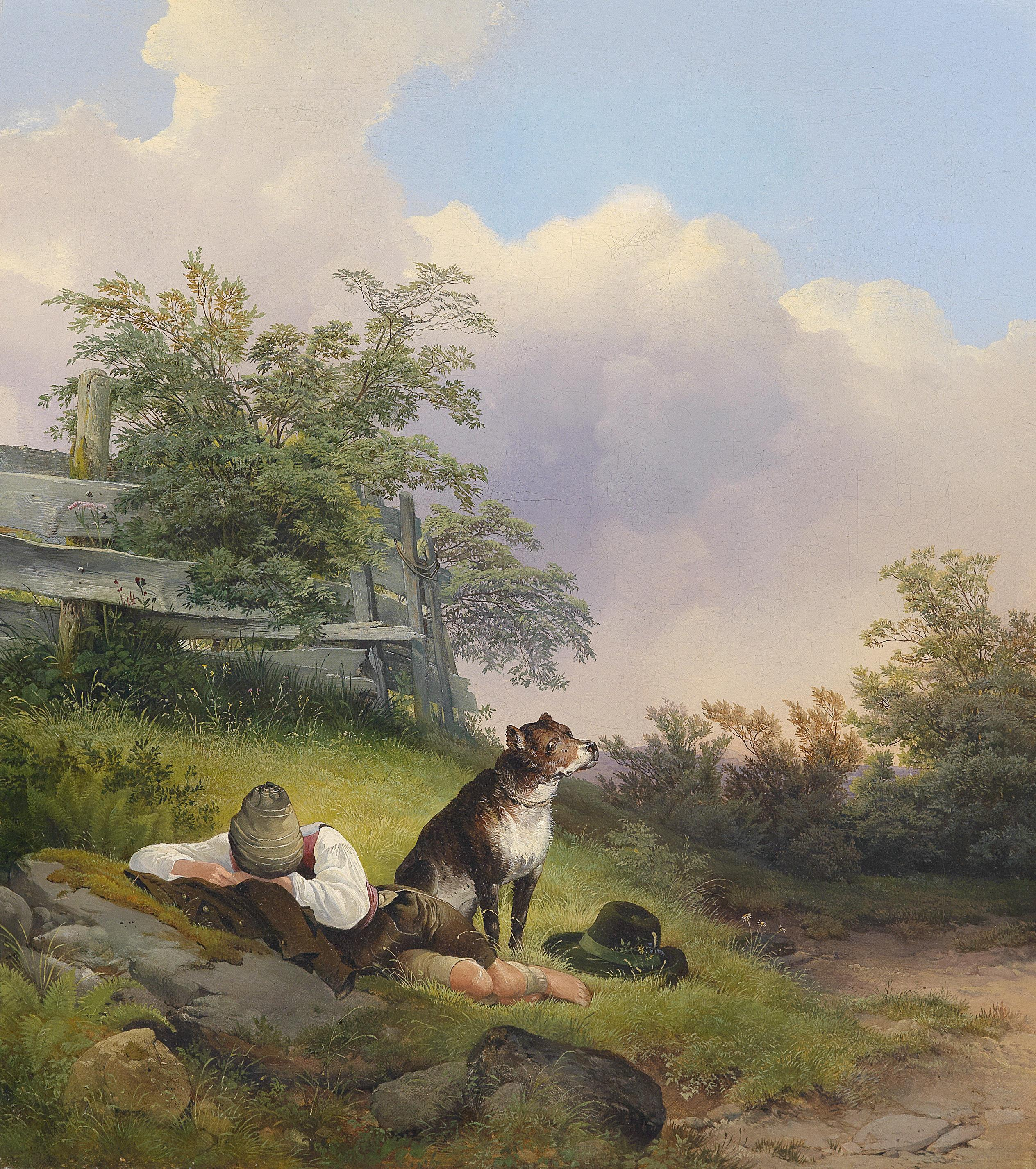
Schlafender junger Mann

- Porträt einer Frau (Varaždin, Galerie alter und neuer Meister, Inv. Nr. 306), Öl auf Leinwand, 78,5×65 cm
- Porträt eines Mannes (Varaždin, Galerie alter und neuer Meister, Inv. Nr. 307), Öl auf Leinwand, 78×65 cm
- Hausierende Kinder auf dem Glacis (Wien Museum), Öl auf Leinwand, 50×62 cm
- Mutter mit Kindern (Wien Museum, Inv. Nr. 10.147), 1832, Öl auf Holz
- Der kleine Reitersmann (Privatbesitz), 1832, Öl auf Karton, 28×22,8 cm
- Zwei Tabakraucher (Privatbesitz), 1833, Öl auf Holz, 38,8 × 32 cm
- Das Sommer- und Winterspiel (St. Pölten, Museum Niederösterreich, Inv. Nr. 6235), 1834, Öl auf Karton, 39,7×48,4 cm
- Der hl. Oswald vor der Entscheidungsschlacht gegen Cadwalla (Wien, Altmannsdorfer Kirche), 1834, Hochaltarbild
- Der große Zwettlerhof (Wien Museum), 1838, Aquarell, 19,5×28 cm
- Überschwemmung (Wien Museum), 1838, Öl auf Leinwand, 87,5×114 cm
- Kinder im Stroh mit Hund (Wien Museum), 1839, Öl auf Leinwand, 50×40 cm
- Totes Schneehuhn (Wien, Österreichische Galerie Belvedere), um 1840, Öl auf Karton, 26×31 cm
- Zwei Bäuerinnen (Triest, Museo Morpurgo), 1840, Öl auf Leinwand, 66×53 cm
- Die Rast der Bauern (Wien Museum), 1845, Öl auf Leinwand, 97×82 cm
- Jäger und Mädchen (Wien, Österreichische Galerie Belvedere), 1847, Öl auf Holz, 60×52,5 cm
- Jäger mit Birkhähnen oberhalb von Berchtesgaden, im Hintergrund der Watzmann (Privatbesitz), 1850, Öl auf Holz, 37×28 cm
- Rast der Wallfahrer (Wien, Österreichische Galerie Belvedere), 1852, Öl auf Holz, 67×86 cm
- Kriegswaisen (Wien Museum), 1853, Öl auf Leinwand, 50×62 cm
- Spielpartie (Privatbesitz), 1853, Öl auf Leinwand